# Наташа Урбанчич
Наташа Урбанчич (Цеље, 25. новембар 1945 — Цеље, 22. јун 2011) је била југословенска и словеначка атлетичарка чија је специјалност било бацање копља. По занимању је била економски техничар.
Била је чланица Атлетског друштва Кладивар из Цеља. То је била најбоља словеначка бацачица копља у атлетској историји Словеније. Вишеструка је југословенска рекордерка и првакиња. Од 1964. до 1973. је десет пута обарала југословенски рекорд од 50,68 до 62,73 м. Четири пута је била прва на Првенству Југославије у атлетици од 1971. до 1974.
Као репрезентативка Југославије учествовала је два пута на Олимпијским играма 1968. у Мексику где је била шеста резултатом од 55,42 метра, и 1972. у Минхену, гдје је била пета 59,06 метра.
На европским првенствима учествовала је четири пута 1966. у Будимпешти где је испала у квалификацијама резултатом 49,74 м, 1969. у Атини четврта са 55,68 м (1971. у Хелсинкију десета са 56,38 м и 1974. у Риму где је постигла свој највећи успех освајањем бронзане медаље са 61,66 метара.
Поред овог била је и трострука првакиња Балкана 1969. у Софији (54,86 м) 1971. у Загребу (58,34 м) и 1973. у Атини (60,26 м), а два пута је била друга 1972. у Измиру (57,94 м) и 1974. у Софији (57,40 м).
Између 1969. и 1974, шест пута узастопно бирана је за словеначку спортисткињу године, а 1974. године примила је највише словеначко признање у спорту Блоудекову награду.